# Station Oberaichen
Station Oberaichen is een voorstadsstation van de S-Bahn van Stuttgart in de Duitse gemeente Leinfelden-Echterdingen.   